# Shalbatana Vallis
Shalbatana Vallis é um antigo vale fluvial em Marte, localizado no quadrângulo de Oxia Palus a 7.8° latitude norte e 42.1° longitude oeste. Este é o canal situado no extremo oeste dentre os canais de escoamento em Chryse. Começando em uma região de terreno caótico, a 0° latitude e 46° longitude oeste, este vale termina em Chryse Planitia.
Shalbatana Vallis contém as primeiras evidências definitivas de uma margem de um corpo de água marciano. Essa margem era parte de um antigo lago medindo 80 quilômetros quadrados (80 km²) em tamanho e 460 metros em profundidade. Um estudo executado utilizando-se imagens da HiRISE indica que a água formou um cânion medindo 48 km que se abriu em um vale, depositou sedimentos e criou um delta. Este delta e outros ao redor da bacia implicam na existência de um vasto e duradouro lago. É de especial interesse a evidência de que o lago se formou após um período em que especula-se que o clima quente e úmido já tinha chegado ao fim. Dessa forma, os lagos podem ter estado presente por um período muito mais extenso do que se supunha.
 
Shalbatana significa "Marte" em acadiano.